# Sonar (Bootsklasse)
Der Sonar ist ein 7 m (23 ft) One-Design Kielboot für drei bis fünf Personen.
Das Boot ist 7 m lang. Es hat eine Breite von 2,4 m und 1,2 m Tiefgang. Es wiegt 950 kg, davon 408 kg Ballast, bei einer Segelfläche von 23,2 m² plus einen 22,8 m² Spinnaker. Es ist hochgetakelt, mit einem Großsegel und einer Fock und Spinnaker. Der Sonar wird normalerweise von vier Personen gesegelt.

## Geschichte
Der Sonar wurde 1979 von Bruce Kirby entworfen, dem Designer des Laser. Seitdem wurden über 700 Boote gebaut. Die größte Flotte findet sich in den USA, kleinere in Großbritannien und Kanada. Die Einführung des Sonar als paralympische Bootsklasse hat sehr zu seiner weltweiten Verbreitung beigetragen.
Der Sonar wurde 2004 American Sailboat Hall of Fame aufgenommen.
Alles begann damit, dass in Bruce Kirbys Segelverein, dem Noroton Yacht Club, Darien, CT USA, keine Bootsklasse zu finden war, um wieder mehr Mitglieder an Regatten teilnehmen zu lassen. Es wurden mehrere Bootsklassen untersucht. Diese waren jedoch entweder zu teuer, zu langsam oder zu anspruchsvoll zu segeln. Daher wurde Kirby gebeten, doch eine neue Bootsklasse zu entwickeln.
Es sollte Spaß machen, damit an einer Regatta teilzunehmen, einfach von Seglern aller Altersklassen, Stärken und Kenntnissen zu bedienen sein, es sollte sich als Day Sailor eignen, geräumig und komfortabel sein, um den ganzen Tag darin zu verbringen. Es sollte leicht zu transportieren und ins Wasser zu bringen sein. Dazu sollte es damit einfach möglich sein, Neulingen das Segeln zu vermitteln. Dazu sollten die Klassenregeln einfach sein.
Das Ergebnis war der Sonar.

## Ergebnisse von Paralympischen Spielen und Weltmeisterschaften
Der Sonar ist eine paralympische Klasse seit dem Jahr 2000. Von Behinderten wird das Boot von drei Personen und ohne Spinnaker gesegelt. Stattdessen wird bei Vorwind-Kursen mit Großsegel und Fock Schmetterling gefahren. Der Sonar ist sehr gut für Behinderte geeignet, da er ein sehr großes Cockpit besitzt, durch welches mannigfache Anpassungen möglich sind.

### Paralympische Spiele
| Medaille | Skipper               | Mannschaft                    |
| -------- | --------------------- | ----------------------------- |
| Gold     | Noel Robins (AUS)     | Jamie Dunross, Graeme Martin  |
| Silber   | Hans-Peter Reichl (D) | Peter Muenter, Jens Kroker    |
| Bronze   | David Williams (KAN)  | Paul Tingley, Brian MacDonald |

| Medaille | Skipper                | Mannschaft                                             |
| -------- | ---------------------- | ------------------------------------------------------ |
| Gold     | Dror Cohen (ISR)       | Arnon Efrati, Benni Vexler                             |
| Silber   | Udo Hessels (NED)      | Marcel van de Veen, Mischa Rossen, Annette Ten Dam     |
| Bronze   | John Ross Duggan (USA) | Jean Paul Creignou, Bradley Johnson, Roger Cleworth Jr |

| Platz | Land                   | Athlet                                                        | Punkte (ges./gew.) 1 |
| ----- | ---------------------- | ------------------------------------------------------------- | -------------------- |
| 1     | Deutschland            | Jens Kroker Robert Prem Siegmund Mainka                       | 55/35                |
| 2     | Frankreich             | Bruno Jourdren Herve Larhant Nicolas Vimont-Vicary            | 61/36                |
| 3     | Australien             | Colin Harrison Russell Boaden Graeme Martin                   | 61/36                |
| 4     | Norwegen               | Jostein Stordahl Per Eugen Kristiansen Aleksander Wang-Hansen | 61/37                |
| 5     | Israel                 | Dror Cohen Arnon Efrati Benny Vexler                          | 68/38                |
| 6     | Vereinigtes Königreich | John Robertson Stephen Thomas Hannah Stodel                   | 59/41                |
| 7     | Griechenland           | Vasileios Christoforou Theodoros Alexas Nikolaos Paterakis    | 58/41                |
| 8     | Vereinigte Staaten     | Rick Doerr Tim Angle Bill Donohue                             | 73/47                |

Datum: 13. September 2008, 13:30 Uhr
Die Platzierung entsprach der Punktzahl, die die Segler für ein Rennen bekamen. Die beiden schlechtesten Platzierungen wurden gestrichen, die restlichen addiert, so dass der Endwert entstand.

### Weltmeisterschaften

#### Offen
| Medaille | Skipper              | Mannschaft                             |
| -------- | -------------------- | -------------------------------------- |
| Gold     | Bill Lynn (USA)      | Ed Keller, Chris Hufstader, Doug Sabin |
| Silber   | Greg Anthony (USA)   | Mike Rush, PJ Schaffer, Henry Filter   |
| Bronze   | Rick Dominique (USA) |                                        |

#### Disabled
| Medaille | Skipper             | Mannschaft                  |
| -------- | ------------------- | --------------------------- |
| Gold     | Rick Doerr (USA)    | Tim Angle, Bill Donahue     |
| Silber   | Paul Callahan (USA) | Tom Brown, Roger Cleworth   |
| Bronze   | Jens Kroker (GER)   | Tobias Schuetz, Sigi Mainka |

## Zitat
“The Sonar may well be the best boat I've ever designed.”